# Кловис (Калифорнија)
Кловис (енгл. Clovis) град је у америчкој савезној држави Калифорнија. По попису становништва из 2010. у њему је живело 95.631 становника.

## Демографија
Према попису становништва из 2010. у граду је живело 95.631 становника, што је 27.163 (39,7%) становника више него 2000. године.
| Група             | 2000.          | 2010.          |
| Белци             | 46.186 (67,5%) | 55.021 (57,5%) |
| Афроамериканци    | 1.302 (1,9%)   | 2.618 (2,7%)   |
| Азијати           | 4.441 (6,5%)   | 10.233 (10,7%) |
| Хиспаноамериканци | 13.876 (20,3%) | 24.514 (25,6%) |
| Укупно            | 68.468         | 95.631         |